# MESSAGE/PERSONAL
「MESSAGE／PERSONAL」（メッセージ／パーソナル）は、2003年5月14日にリリースされた上戸彩の4枚目のシングル。

## 解説
- 上戸彩初の両A面シングル。
- 初主演映画『あずみ』の公開、初ライブツアー「UETO AYA FIRST LIVE TOUR Pureness 2003」のスタートと同じ2003年5月に発売された。

## 収録曲
1. MESSAGE
作詞：岩里祐穂、作曲：HΛL、編曲：Sin
ニベア花王「8×4」CMソング
2. PERSONAL
作詞・作曲・編曲：T2ya
フジテレビ系アニメ『金色のガッシュベル!』エンディングテーマ
3. Breath of My Heart -Be Positive Mix-
リミクサー：KJ+Nao
4. MESSAGE -instrumental-
5. PERSONAL -instrumental-

## 収録アルバム
- MESSAGE (#1,2、2曲ともアルバム・バージョン)
- BEST OF UETOAYA -Single Collection- (#1,2)